# Heterocampa menas
Heterocampa menas är en fjärilsart som beskrevs av Harris 1869. Heterocampa menas ingår i släktet Heterocampa och familjen tandspinnare. Inga underarter finns listade i Catalogue of Life.